# Appietto
Appietto (korsisch Appiettu) ist eine Gemeinde auf der Mittelmeerinsel Korsika in Frankreich. Sie gehört zum Département Corse-du-Sud, zum Arrondissement Ajaccio und zum Kanton Gravona-Prunelli.

## Geografie
Appietto grenzt im Westen an das Mittelmeer, genauer an den Golfe de Sagone und den Golfe de Lava. Die Nachbargemeinden sind Calcatoggio im Norden, Valle-di-Mezzana im Nordosten, Sarrola-Carcopino im Osten, Afa im Südosten und Alata im Süden. Der historische Dorfkern befindet sich auf 480 Metern über dem Meeresspiegel und besteht aus den Ortschaften Teppa, la Piuvanaccia und le Marchesaccio. Vormalige Dörfer heißen Volpaja, Lava, Listincone, Picchio und Piscia Rossa.

## Bevölkerungsentwicklung
| Jahr      | 1962 | 1968 | 1975 | 1982 | 1990 | 1999 | 2008 | 2012 |
| --------- | ---- | ---- | ---- | ---- | ---- | ---- | ---- | ---- |
| Einwohner | 322  | 319  | 324  | 623  | 857  | 1149 | 1355 | 1619 |

## Sehenswürdigkeiten
- Dolmen Ciutulaghja
- Überreste der Kapelle San Chirgu
- Kapelle Santa Maria Assunta
- romanische Kapelle San Sistru
- Genuesertürme Tour Pelusella und Tour d'Appietto

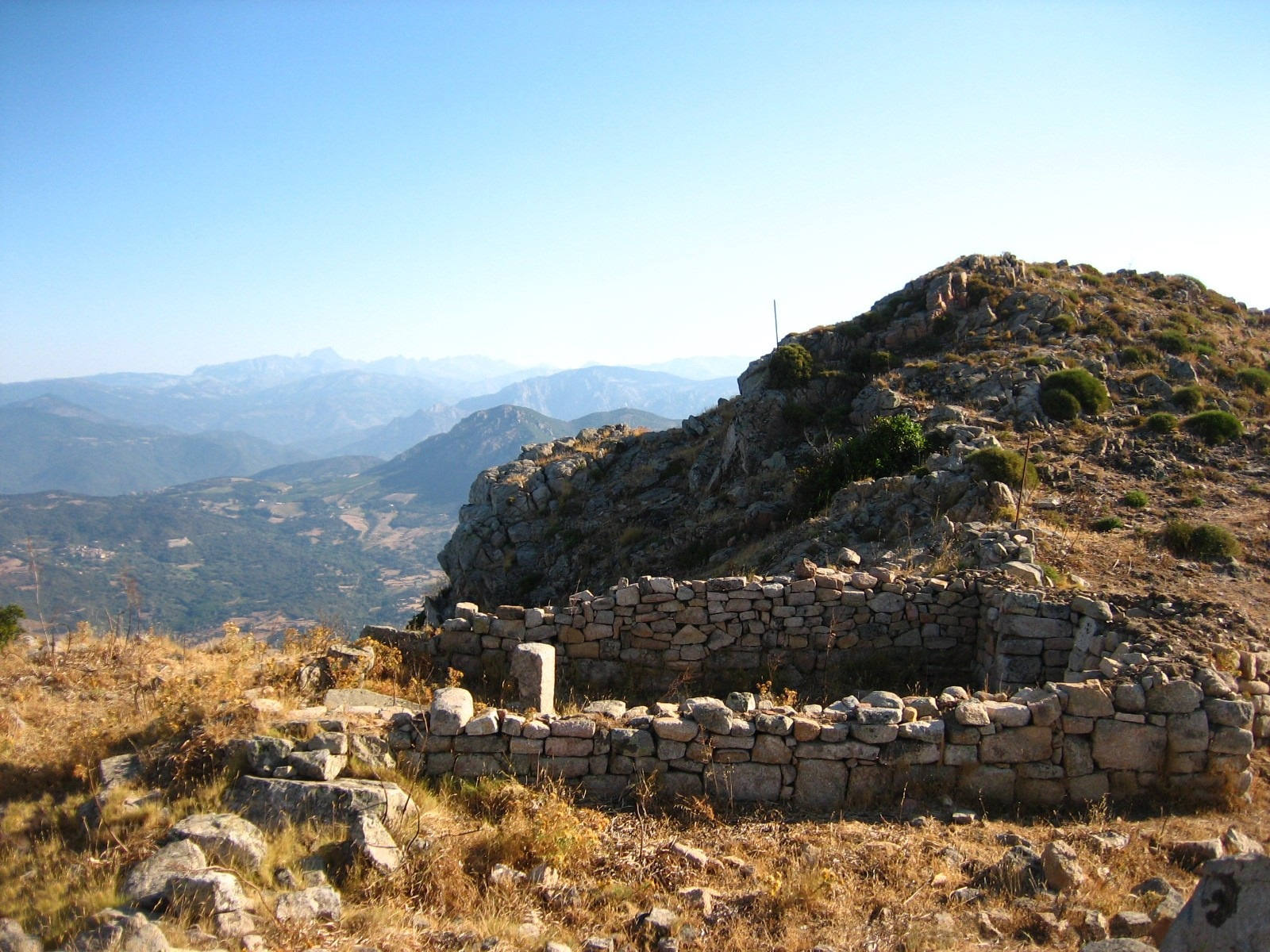
Ruinen der Kapelle San Chirgu

## Wirtschaft
Appietto ist eine der 36 Gemeinden mit zugelassenen Rebflächen des Weinbaugebietes Ajaccio.